# Power distribution unit

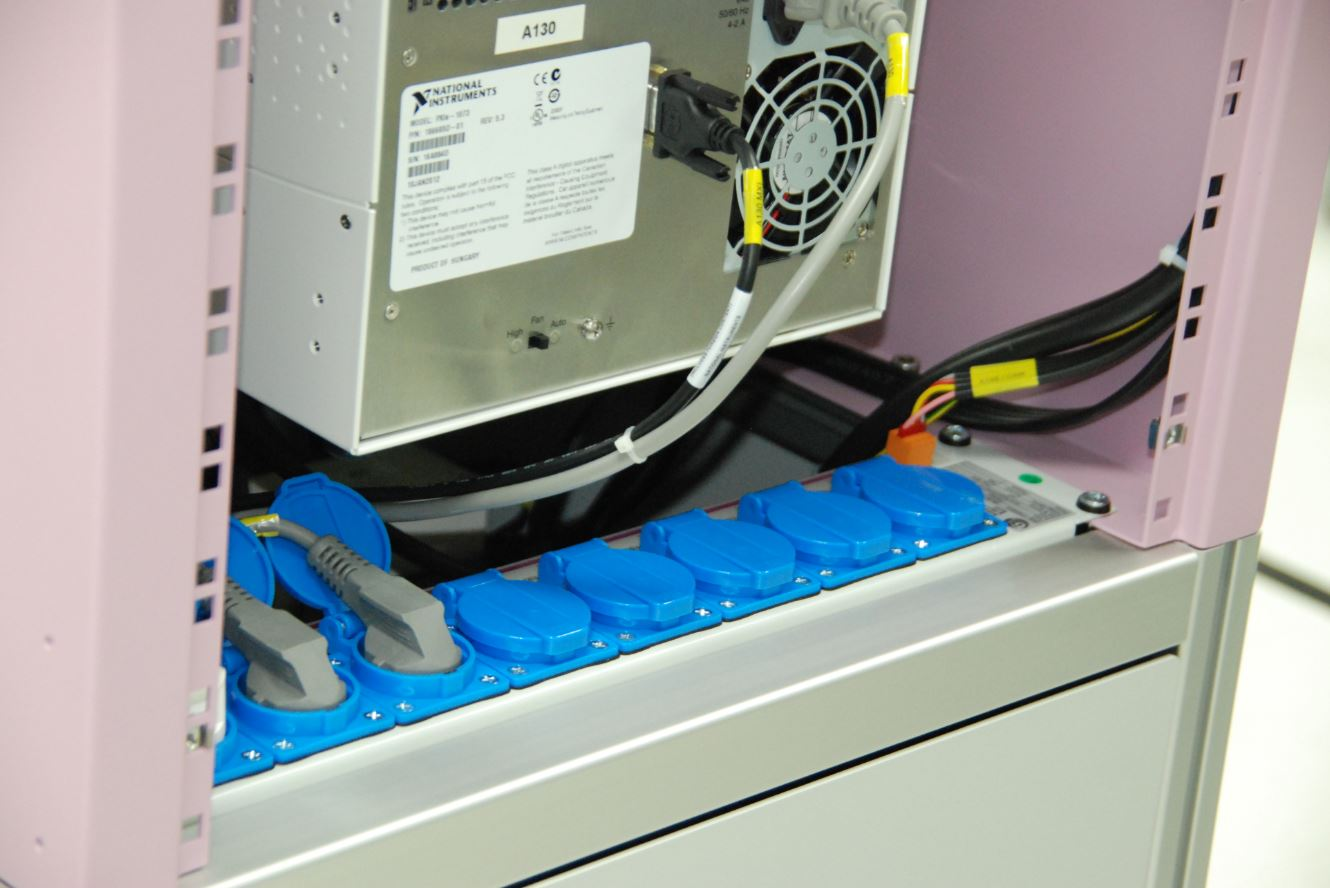
Active Power Distribution Unit

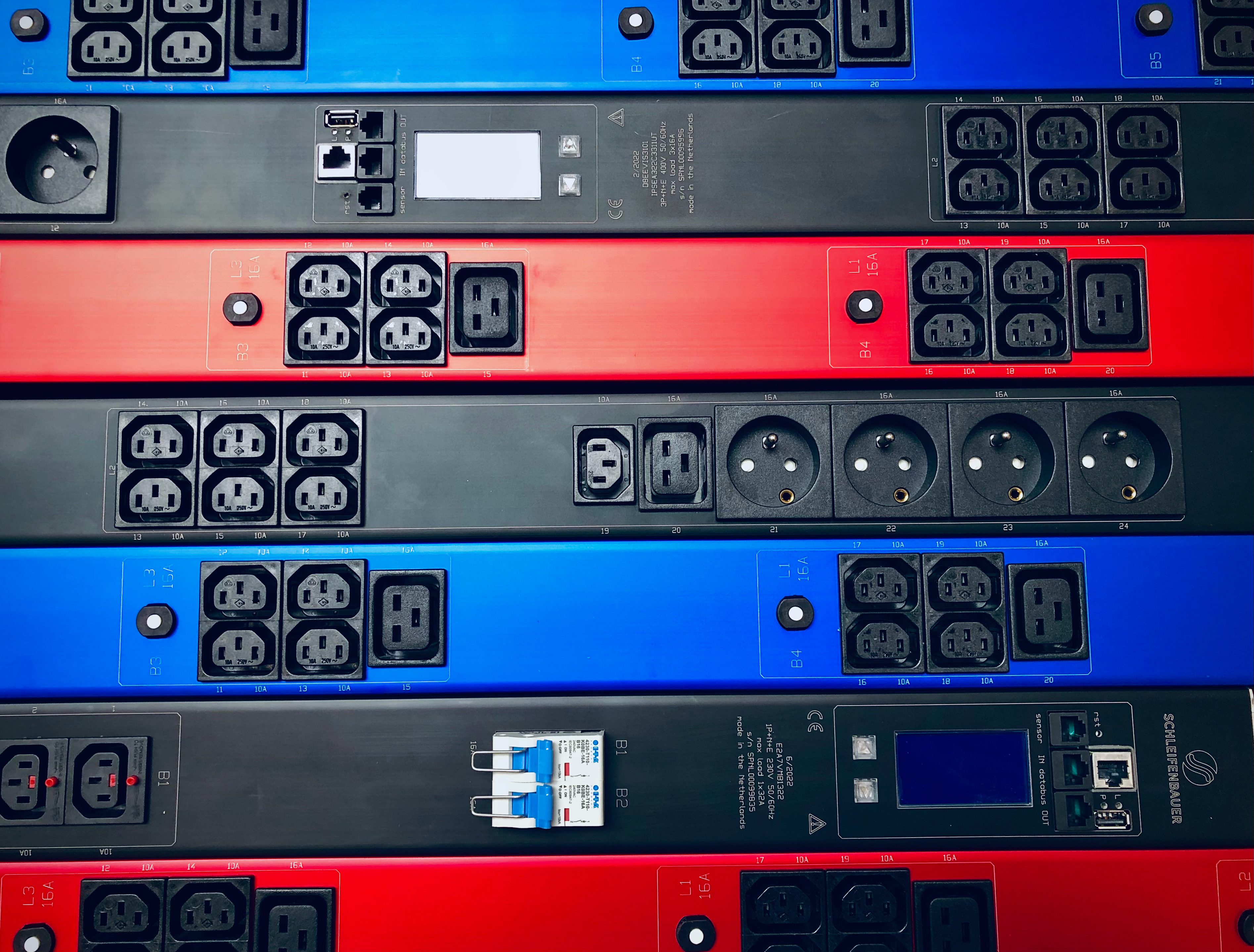
PDU power distribution unit

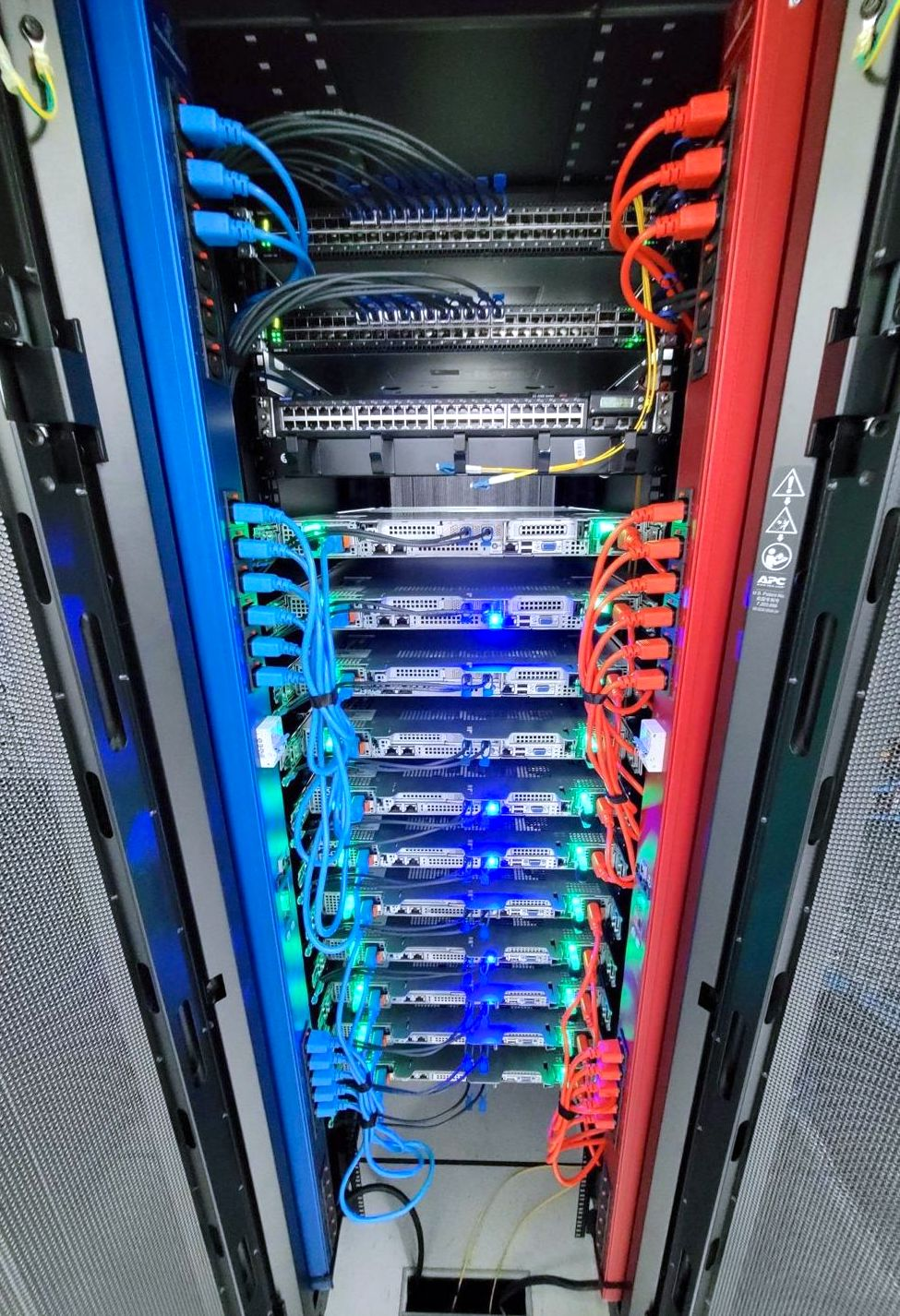
Schleifenbauer PDU Power Distribution Unit in operation in a data center server rack.

Een power distribution unit (PDU) is een professioneel stekkerblok met meerdere uitgangen die bedoeld zijn om elektrische stroom te verdelen naar rekken met computers en netwerkapparatuur in een datacenter (server racks). Andere benamingen die gebruikt worden zijn spanningsslof en stroomverdeler. Meestal wordt de PDU gebruikt in combinatie met een noodstroomvoeding (UPS).

## Toepassingsgebied
Een PDU levert stroom aan servers of netwerk- of telecom-apparatuur maar daarnaast kan het ook gebruikt worden in situaties waarbij de stroomverdeling, de besturing of de kennis van energieverbruik van een professioneel niveau moet zijn.

## Extra mogelijkheden
Sommige PDU's hebben extra mogelijkheden, waaronder stroomfiltering, voorzieningen voor het inzichtelijk brengen van de stroombelasting, energieverbruik, bewaking tegen overbelasting en de controle en het besturen op afstand van de aangesloten apparatuur via LAN.

## Types PDU
Er is veel overlap tussen de verschillende modellen PDU. Een PDU is dus niet per se in te delen in één van de onderstaande categorieën. Iedere PDU heeft de basis-eigenschappen, maar heeft daarnaast eventueel meet- en schakelmogelijkheden.
Basis-PDU 
Dit apparaat biedt een eenvoudige stroomverdeling met voldoende stopcontacten voor de meerdere apparaten in een netwerktoepassing. Het vervult dus de basistaak "stroom verdelen" maar biedt geen voorzieningen om energie te meten of de stroomtoevoer op afstand aan of uit te schakelen.
Gemeten PDU
Dit apparaat biedt als extra mogelijkheid om de totale hoeveelheid stroom die door de PDU stroomt te controleren en te meten (in Ampere’s). Het geeft netwerkbeheerders de mogelijkheid om te weten wanneer de stroomvraag van aangesloten apparatuur de totale capaciteit van de PDU zelf, of de UPS-stroombron waarop deze is aangesloten, nadert of overschrijdt waardoor men op tijd kan ingrijpen.
Er zijn PDU's die kunnen herkennen of de aangesloten last nog functioneert binnen in te stellen parameters, en zo niet deze kortstondig uitschakelen, om het aangesloten apparaat de kans te geven opnieuw op te starten.
Geschakelde PDU 
Dit type biedt als extra, naast de basis en de gemeten uitvoeringen, de mogelijkheid om elk stopcontact op afstand uit en weer in te schakelen via een Ethernet-netwerkverbinding. Het belangrijkste voordeel hierbij is dat apparatuur in een beveiligd datacenter, serverruimte of afgesloten kast op afstand kan worden in- en uitgeschakeld. Hierdoor hoeven netwerkbeheerders niet naar elke locatie te gaan om apparatuur handmatig aan te zetten.

## Uitleesmogelijkheden
De bedieningseenheid van een PDU bevat in veel gevallen een seriële poort, ethernetpoort, databuspoort en sensorpoort. Op de sensorpoort kan een temperatuur- en luchtvochtigheidssensor worden geplaatst maar de poort biedt ook gelegenheid voor andere sensoren. De PDU's zijn aan elkaar te koppelen met de databuspoorten en kunnen via de andere poorten met software uitgelezen en beheerd worden. Vaak gaat dit met SNMP, een webinterface of via de commandoregel.